# Teudis
Genre
Synonymes
- Memnon O. Pickard-Cambridge, 1898

Teudis est un genre d'araignées aranéomorphes de la famille des Anyphaenidae.

## Distribution
Les espèces de ce genre se rencontrent en Amérique du Sud et en Amérique centrale.

## Liste des espèces
Selon World Spider Catalog (version 25.5, 09/12/2024) :
- Teudis angusticeps (Keyserling, 1891)
- Teudis atrofasciatus Mello-Leitão, 1922
- Teudis bicornutus (Tullgren, 1905)
- Teudis buelowae (Mello-Leitão, 1946)
- Teudis cambridgei Chickering, 1940
- Teudis comstocki (Soares & Camargo, 1948)
- Teudis cordobensis Mello-Leitão, 1941
- Teudis dichotomus Mello-Leitão, 1929
- Teudis formosus (Keyserling, 1891)
- Teudis gastrotaeniatus Mello-Leitão, 1944
- Teudis geminus Petrunkevitch, 1911
- Teudis griseus (Keyserling, 1891)
- Teudis juradoi Chickering, 1940
- Teudis lenis (Keyserling, 1891)
- Teudis morenus (Mello-Leitão, 1941)
- Teudis parvulus (Keyserling, 1891)
- Teudis peragrans (O. Pickard-Cambridge, 1898)
- Teudis roseus F. O. Pickard-Cambridge, 1900
- Teudis suspiciosus (Keyserling, 1891)
- Teudis ypsilon Mello-Leitão, 1922

## Systématique et taxinomie
Ce genre a été décrit par O. Pickard-Cambridge en 1896 dans les Drassidae.
Memnon a été placé en synonymie par F. O. Pickard-Cambridge en 1900.

## Publication originale
- O. Pickard-Cambridge, 1896 : « Arachnida. Araneida. » Biologia Centrali-Americana, Zoology, vol. 1, p. 161-224 (texte intégral).